# Augusto Nunes
Augusto Nunes da Silva (Taquaritinga, 25 de setembro de 1949) é um jornalista, escritor e comentarista brasileiro. Dentre outras funções, atuou como colunista da revista Veja, diretor de redação do portal R7 e apresentador do Jornal da Record News. Trabalhou na Jovem Pan como comentarista do programa Os Pingos nos Is e apresentador do Direto ao Ponto. Hoje atua como colunista da Revista Oeste, publicação da qual integra também o conselho editorial. É conhecido por ser um dos porta-vozes da direita conservadora no país atualmente.

## Biografia
Augusto Nunes começou a escrever no jornal Nosso Jornal, em Taquaritinga – sua cidade natal e onde seu pai, Adail Nunes da Silva, foi prefeito por quatro mandatos e seu irmão Antônio Carlos, o Tato Nunes, por dois mandatos. Mais tarde, estudou na Faculdade Nacional de Direito, da Universidade Federal do Rio de Janeiro (UFRJ), mas não concluiu o curso, mudando em 1970 para jornalismo, na Universidade de São Paulo (USP), o qual também não concluiu.
Em 1971, ingressou nos Diários Associados como revisor e, no ano seguinte, foi contratado como repórter no jornal O Estado de S. Paulo. Em junho de 1973, Augusto foi contratado pela Editora Abril para atuar na revista Veja, onde permaneceu até 1986. Em meados de 1987, assumiu a mediação do programa Roda Viva, na TV Cultura. Ali permaneceu até meados de 1989.
Nunes dirigiu as revistas Veja, Época e Forbes (edição brasileira) e os jornais O Estado de S. Paulo, Jornal do Brasil e Zero Hora. Publicou o livro de memórias de Samuel Wainer “Minha Razão de Viver”, a biografia de Tancredo Neves para a coleção “Grandes Líderes” e a obra “A Esperança Estilhaçada”. Ganhou quatro vezes o Prêmio Esso de Jornalismo. No livro “Eles mudaram a imprensa”, organizado pela Fundação Getúlio Vargas, foi incluído entre os seis mais importantes jornalistas do Brasil. Foi colunista do Jornal do Brasil e diretor de jornalismo da extinta Editora JB (que publicava o Jornal do Brasil, a Gazeta Mercantil e a revista Forbes Brasil).
Foi um assíduo crítico do governo Lula, acusando-o de prática de corrupção, tentativa de controle da imprensa e de cerceamento da democracia.
De abril de 2009 a janeiro de 2021, Augusto Nunes manteve uma coluna na revista Veja.
Entre setembro de 2010 e agosto de 2011, voltou à equipe do Roda Viva, desta vez como debatedor fixo do programa.
Em agosto de 2013, o jornalista voltou a ser mediador do programa Roda Viva, da TV Cultura, substituindo o jornalista Mario Sergio Conti. Nunes ficaria no comando do programa até 26 de março de 2018, substituído pelo jornalista Ricardo Lessa. Augusto Nunes encerrou sua participação no Roda Viva com uma entrevista com Sergio Moro.

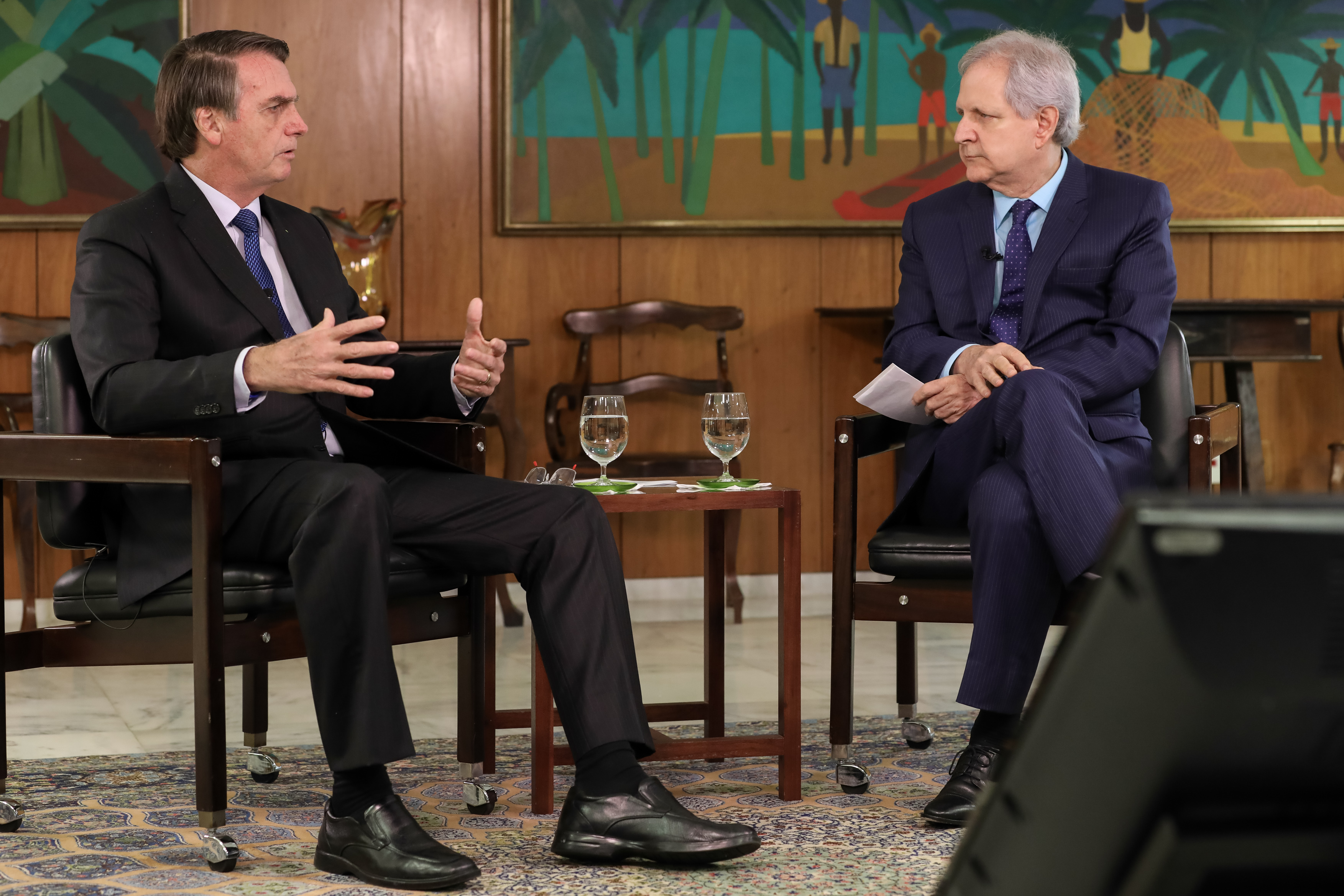
Augusto Nunes entrevistando o presidente Jair Bolsonaro no Palácio do Planalto, em 2019

Em 13 setembro de 2016, estreou na TV Bandeirantes de Mato Grosso (TV Cidade Verde) o programa O Livre, sendo o governador Pedro Taques seu primeiro convidado.
Em dezembro de 2016, foi contratado pela Rádio Jovem Pan para ser colunista do Jornal da Manhã e do Jovem Pan Morning Show.
Em 10 de outubro de 2017, Augusto Nunes trocou de programa na Rádio Jovem Pan: deixou Jovem Pan Morning Show e assumiu Os Pingos nos Is no lugar de Claudio Tognolli, que reassumiu sua participação no elenco do Jovem Pan Morning Show.
Em 2019, foi entrevistado no canal do YouTube Debate Aberto com Leonardo Oliverio. Na ocasião tratou de temas relacionados ao desenvolvimento das cidades do interior de São Paulo, em especial Taquaritinga, sua terra natal. No dia 14 de outubro daquele ano, foi anunciado como comentarista do Jornal da Record e colunista do portal R7.
Em 28 de setembro de 2020, estreou comandando o programa Direto ao Ponto na Jovem Pan.
Em janeiro de 2021 assumiu a direção do portal R7, e em março daquele ano foi anunciado como novo apresentador do Jornal da Record News. Assumiu em 19 de julho, mas deixou o telejornal, bem como a direção do portal R7, dois dias depois, alegando problemas pessoais.
No dia 31 de outubro de 2022, foi demitido da Jovem Pan. Desde então, com Ana Paula Henkel e Guilherme Fiuza, atua como comentarista no programa Oeste Sem Filtro, da Revista Oeste.

### Agressão a Glenn Greenwald
Em 7 de novembro de 2019, Nunes compareceu ao programa de rádio Pânico da emissora Jovem Pan, com o intuito de participar da entrevista ao jornalista norte-americano Glenn Greenwald. Crítico contumaz de Greenwald, Augusto Nunes proferira a seguinte declaração dois meses antes, no programa Os Pingos nos Is, da mesma emissora: “O Glenn Greenwald passa o dia dando chiliques no Twitter, ou trabalhando como receptador de mensagens roubadas. Esse David fica em Brasília lidando com rachadinhas, que essa é a suspeita aí, que isso dá trabalho. Quem é que cuida das crianças que eles adotaram? Isso aí o juizado de menores devia investigar”. O jornalista americano, que não fora informado previamente da participação do brasileiro no programa, questionou-o ao vivo sobre os ataques pessoais envolvendo seus filhos, dizendo "o que ele fez foi a coisa mais feia e suja que vi na minha carreira como jornalista". Nunes defendeu-se dizendo que se tratava de ironias e de "ataque bem-humorado", mas Greenwald respondeu chamando-o covarde por diversas vezes. Então, Nunes disse que "Se falar em covarde, eu vou te mostrar" e, após novamente ser chamado de covarde, desferiu dois tapas na cara do americano, dos quais só um acertou. Com isso, ambos foram separados.  Após uma pausa técnica, o quadro continuou sem a presença de Augusto Nunes.
Logo após o episódio, a Rádio Jovem Pan emitiu um comunicado lamentando a agressão do jornalista Augusto Nunes, bem como pedindo desculpas ao convidado Glenn Greenwald e aos ouvintes. O próprio Augusto Nunes também publicou nota através das redes sociais, lamentando o ocorrido e explicando as agressões como produto de comportamento instintivo em "defesa da honra ferida". Após o incidente, Greenwald, alegou que o tapa fora mais fraco que os de seu filho de dez anos. O escritor Olavo de Carvalho e os deputados Filipe Barros e Bia Kicis, ambos do Partido Social Liberal, comentaram a agressão. O deputado federal, Eduardo Bolsonaro, saiu em defesa de Augusto Nunes. A Associação Brasileira de Jornalismo Investigativo condenou a agressão e a incitação ocorrida por pessoas ligadas ao governo como ataque à liberdade de expressão.